# 擅攀鳥龍科
擅攀鳥龍科（学名：Scansoriopterygidae）又名攀龍類，是群手盜龍類恐龍，在中國遼寧省的道虎溝地層發現了保存良好的化石，生存年代為侏儸紀晚期或白堊紀早期。
擅攀鳥龍與樹息龍是已發現的非鳥類恐龍中，第一群已明顯適應樹棲生活或半樹棲生活的動物，牠們可能有大部分時間待在樹上。目前所發現的標本顯示這些個體都是未成年，這使得很難確認擅攀鳥龍科與恐龍、鳥類間的關係。直到2008年，才發現了第一個成年標本，屬於耀龍。擅攀鳥龍科的外表稍微類似哺乳類的指猴。

## 敘述
擅攀鳥龍科的所有屬，都是體型微小的恐龍。樹息龍與擅攀鳥龍的標本都是幼年個體，體型如麻雀。耀龍的標本是個成年個體，體型如鴿子，不計尾巴羽毛的話，約有25公分長。
擅攀鳥龍科的一個明顯特徵是牠們的延長第三手指，此為手部最長一根手指；大部分獸腳亞目恐龍的最長手指是第二根手指。擅攀鳥龍科的其他特徵包含：顱骨短而高、往下彎的下頜、大型的前端牙齒、以及長手臂。不同物種的尾巴長度不一致。樹息龍的尾巴長度是身體的三倍，尾端的羽毛短；而耀龍的尾巴長度是身體的70%，尾端的羽毛極長。樹息龍、擅攀鳥龍、耀龍的模式標本都包含了化石化的羽毛壓痕。

## 分類學
在2002年，斯特芬·柯瑞克斯（Stephen Czerkas）與袁崇喜建立了擅攀鳥龍科。擅攀鳥龍科包含樹息龍、擅攀鳥龍，但這兩屬的正確分類位置仍未確定，樹息龍與擅攀鳥龍可能是同種動物。擅攀鳥龍科屬於獸腳亞目手盜龍類，並與鳥類有許多共同特徵。擅攀鳥龍科可能是恐爪龍下目的近親，或者屬於鳥類。某些科學家，例如保羅·塞里諾（Paul Sereno），認為擅攀鳥龍科只有一個有效屬，而且沒有系統發生學研究，證明擅攀鳥龍科是個演化支，因此多不使用這名稱。在2008年，新命名的耀龍被歸類於擅攀鳥龍科，擅攀鳥龍科也被定義為：樹息龍與耀龍的最近共同祖先，與最近共同祖先的所有後代。
擅攀鳥龍科與其他恐龍的演化、分類關係也有爭議。柯瑞克斯與袁崇喜在建立擅攀鳥龍科時，根據缺乏完全開口的髖臼、恥骨向前…等特徵，判斷擅攀鳥龍科與其他手盜龍類、鳥類屬於同一個演化支，並在恐龍演化的早期階段，便獨自演化發展。但是，多數科學家沒有接受這個理論。在2007年，菲力·森特（Phil Senter）的一篇關於虛骨龍類的親緣分支分類法研究中，森特發現擅攀鳥龍科（以樹息龍為代表）是親緣關係最接近真正鳥類的恐龍，並屬於鳥翼類演化支。在2008年，周忠和、張福成提出新的系統發生學研究，認為樹息龍與耀龍形成一個基礎鳥翼類的演化支。
以下是Ulysse Lefèvre等人於2014年所提出擅攀鳥龍科在演化樹上大致的位置
|  | †傷齒龍科                |
|  |                          |
|  | \| \| 鳥翼類 \| \| \| \| |
|  |                          |
|  | 鳥翼類                   |
|  |                          |

|  | 鳥翼類 |
|  |        |

|  | †傷齒龍科                |
|  |                          |
|  | \| \| 鳥翼類 \| \| \| \| |
|  |                          |
|  | 鳥翼類                   |
|  |                          |

|  | 鳥翼類 |
|  |        |

|  | †傷齒龍科                |
|  |                          |
|  | \| \| 鳥翼類 \| \| \| \| |
|  |                          |
|  | 鳥翼類                   |
|  |                          |

|  | 鳥翼類 |
|  |        |

|  | †傷齒龍科                |
|  |                          |
|  | \| \| 鳥翼類 \| \| \| \| |
|  |                          |
|  | 鳥翼類                   |
|  |                          |

|  | 鳥翼類 |
|  |        |

|  | †傷齒龍科                |
|  |                          |
|  | \| \| 鳥翼類 \| \| \| \| |
|  |                          |
|  | 鳥翼類                   |
|  |                          |

|  | 鳥翼類 |
|  |        |

|  | †傷齒龍科                |
|  |                          |
|  | \| \| 鳥翼類 \| \| \| \| |
|  |                          |
|  | 鳥翼類                   |
|  |                          |

|  | 鳥翼類 |
|  |        |

|  | †傷齒龍科                |
|  |                          |
|  | \| \| 鳥翼類 \| \| \| \| |
|  |                          |
|  | 鳥翼類                   |
|  |                          |

|  | 鳥翼類 |
|  |        |

|  | †傷齒龍科                |
|  |                          |
|  | \| \| 鳥翼類 \| \| \| \| |
|  |                          |
|  | 鳥翼類                   |
|  |                          |

|  | 鳥翼類 |
|  |        |

## 生存環境
樹息龍、耀龍的化石都發現於中國遼寧省的道虎溝化石層；目前仍不清楚擅攀鳥龍的化石發現地，可能也是來自於道虎溝化石層。道虎溝化石層的地質年代仍未確定，最近的研究提出的年代範圍從1億7000萬年前到1億2000萬年前，大致為侏羅紀晚期到白堊紀早期之間。目前的有效證據顯示似乎為1億2000萬年前，但還沒確定。
在道虎溝化石層的形成時期，該地區是個潮濕的溫帶森林，具有多樣化的植被，例如銀杏、針葉樹。林層的底層則有石松、木賊綱、蘇鐵、蕨類等低矮植物。除了擅攀鳥龍以外，該地區還發現許多動物化石，包含：水生合弓動物的獺形狸尾獸、樹棲滑翔哺乳動物的遠古翔獸、翼龍類的熱河翼龍與翼手喙龍、多種的昆蟲（例如蜉蝣、甲蟲）、以及數種蠑螈。

## 古生物學

### 樹棲性
樹息龍因為延長的手部與腳部的特化，而被認為是種樹棲的手盜龍類，是第一種確定的樹棲恐龍。研究人員認為長手部與大幅彎曲的指爪是攀爬與在樹枝上移動的適應結果。他們認為這些特徵是演化成鳥類翅膀的早期階段，他們宣稱前肢已相當適合攀爬，而這導致朝具有飛行能力翅膀的演化結果。牠們宣稱因為大部分的可飛行鳥類擁有相當短的首部，而擅攀鳥龍科的可抓握、長手部較適合攀爬，而非飛行。張福成等人也注意到樹息龍在非鳥類的恐龍中相當獨特。樹息龍並沒有往後的腳趾，與現代棲鳥不同，樹息龍的腳部非常類似更原始的棲鳥，例如華夏鳥與長翼鳥。這些四肢的抓握能力使得樹息龍將大部分時間待在樹上。
柯瑞克斯與袁崇喜在敘述擅攀鳥龍時，他們提出更進一步的樹棲生活證據。他們注意到，不像剛出生的現代鳥類，擅攀鳥龍的前肢比後肢長。他們認為這個反常現象顯示擅攀鳥龍的前肢在早期演化階段佔有重要的地位。擅攀鳥龍的後肢保存狀態比樹息龍的好，他們將後趾解釋成往後轉，如同現代樹棲鳥類。他們更進一步提出擅攀鳥龍的短、堅挺尾巴是在樹上攀爬的適應結果。這些尾巴可能作為支撐物使用，類似現代啄木鳥。擅攀鳥龍的手部也如同現代攀爬動物，擁有延長的第三指，例如鬣蜥科蜥蜴。擅攀鳥龍科的手部比現代樹棲動物的剛出生個體，例如麝雉，更適合攀爬。

### 羽毛
目前已發現的兩個擅攀鳥龍科標本都是未成年個體，並保存了簡易、類似絨毛羽毛的痕跡，尤其是在手部與手臂周圍。手部與手臂周圍的較長羽毛，讓柯瑞克斯與袁崇喜猜測成年的擅攀鳥龍科恐龍可能有發展良好的翅膀，而這些成年個體可能有種形式的動力飛行或滑翔飛行。如同其他手盜龍類，擅攀鳥龍科恐龍的腕部擁有半月形骨頭，可讓手部產生類似鳥類的抓握動作。即使牠們無法以動力飛行，這個動作仍然可增加牠們在樹枝之間跳躍的機動性。
耀龍的標本是個成年個體，前肢周圍沒有羽毛痕跡，但身體覆蓋者簡易的羽毛，由平行的羽枝構成，而尾巴附有四個長條狀羽毛。尾巴羽毛可發現羽軸、羽片等構造，但構造簡易，不同於現代鳥類的結構複雜羽毛。耀龍的羽毛可能具有視覺上的展示功能。

## 外部連結
- 樹習龍圖片 （页面存档备份，存于） The Dinosauricon網站
- 擅攀鳥龍圖片 （页面存档备份，存于） from The Dinosauricon網站